# Munchkin (kattras)

Munchkin är en kattras med betydligt kortare ben till följd av akondroplasi, jämförbart med det genetiska anlag som förekommer i Taxar ”Akondroplasi, definition”. http://www.dogtime.com/definition/achondroplasia.html. Läst 7 Januari 2011.  Kattvänner är oense om ifall mutationen medför problem för katterna eller inte. Rasen är inte godkänd av SVERAK.
Kattrasen uppkom 1983 då en kvinna fann en extremt kortbent dräktig katt under en husvagn[källa behövs] i Louisiana, USA. Den hade anlag för akondroplastisk dvärgväxt och hälften av ungarna var kortbenta, och man började avla fram katter av denna typ.
Namnet kommer från filmen Trollkarlen från Oz (1939)
Munchkin kattens vanliga färger är : Svart , Röd & Vit , Brun tigré , Sköldpadds-tabby & Vit , Sealmaskad. Väger oftast upp till 2-4 kg. 